# EC 1.7.2
La EC 1.7.2 è una sotto-sottoclasse della classificazione EC relativa agli enzimi. Si tratta di una sottoclasse delle ossidoreduttasi che include enzimi che utilizzano composti dell'azoto come donatori di elettroni e citocromi come accettori.

## Enzimi appartenenti alla sotto-sottoclasse
| numero EC  | nome accettato                                    |
| ---------- | ------------------------------------------------- |
| EC 1.7.2.1 | nitrito reduttasi (formante NO)                   |
| EC 1.7.2.2 | nitrito reduttasi (citocromo; formante ammoniaca) |
| EC 1.7.2.3 | trimetilammina-N-ossido reduttasi (citocromo c)   |